# Hải Nam (xã)
Hải Nam là một xã thuộc huyện Hải Hậu, tỉnh Nam Định, Việt Nam.

## Địa lý
Xã Hải Nam nằm ở phía đông bắc huyện Hải Hậu, vị trí địa lý:
- Phía đông giáp huyện Giao Thủy
- Phía tây giáp xã Hải Hưng
- Phía nam giáp xã Hải Lộc
- Phía bắc giáp huyện Xuân Trường.

Xã Hải Nam có diện tích 17,67 km², dân số năm 2022 là 28.436 người, mật độ dân số đạt 1.609 người/km².
Xã có chiều dài 8 km, rộng 3 km; có vị trí quan trọng, nằm cạnh trục đường 21B, Nam Định – Chợ Cồn; đường 489 Nam Định – Quất Lâm.

## Hành chính
Xã Hải Nam được chia thành 37 xóm.

## Lịch sử
Xã Hải Nam hiện nay được thành lập cách đây trên 400 năm (thời Long Đức).
Nhà Lê – Trịnh (1732–1735, xác nhận làng Trà Trung và làng Hội Nam thuộc tổng Kiên Trung, huyện Hải Hậu và làng Hội Khê Ngoại thuộc tổng Kiên Lao huyện Xuân Trường.
Lý trưởng tổ chức Trần Thế Tuyển, thôn Trà Thượng thuộc Xuân Trường; thôn Trà Trung và thôn Trà Hạ thuộc tổng Kiên Lao.
Năm 1888, thôn Trà Trung và thôn Trà Hạ thuộc tổng Kiên Trung, huyện Hải Hậu mới thành lập quản lý.
Tháng 6 năm 1947, thành lập xã Hải Nam trên cơ sở xã Trà Trung và xã Hội Nam thuộc huyện Hải Hậu, tỉnh Nam Định.
Năm 1953, sáp nhập thôn Trung Thành của xã Phan Chu Trinh cũ vào xã Hải Nam.
Tháng 3 năm 1956, thành lập xã Hải Vân trên cơ sở thôn Trung Thành của xã Hải Nam; sáp nhập thôn Hội Khê Ngoại của xã Xuân Hòa, huyện Xuân Trường và trại Hà Quang của xã Hải Phúc vào xã Hải Nam quản lý.
Ngày 23 tháng 7 năm 2024, Ủy ban Thường vụ Quốc hội ban hành Nghị quyết số 1104/NQ-UBTVQH15 về việc sắp xếp đơn vị hành chính cấp huyện, cấp xã trên địa bàn tỉnh Nam Định (nghị quyết có hiệu lực từ ngày 1 tháng 9 năm 2024). Theo đó, sáp nhập toàn bộ diện tích tự nhiên là 3,19 km², quy mô dân số là 11.566 người của xã Hải Vân và toàn bộ diện tích tự nhiên là 6,74 km², quy mô dân số là 7.556 người của xã Hải Phúc vào xã Hải Nam.
Sau khi nhập, xã Hải Nam có diện tích tự nhiên là 17,67 km² và quy mô dân số là 28.436 người.